# An-Nil al-abyad

Distrikte:
1 ad-Duwaym
2 al-Qutaynah
3 Kusti
4 al-Dschabalian

An-Nil al-abyad (arabisch النيل الأبيض, deutsch Weißer Nil) ist ein Bundesstaat im Sudan.
Er hat eine Fläche von 30.411 km² gemäß einer Schätzung von 2017 rund 2,4 Millionen Einwohner. Seine Hauptstadt ist Rabak, weitere größere Städte sind Kusti und ad-Duwaim.

## Geographie
An-Nil al-abyad erstreckt sich zwischen der Landeshauptstadt Khartum und der Grenze zum Südsudan von Norden nach Süden entlang dem Weißen Nil, nach dem der Bundesstaat benannt ist. Der Bundesstaat gliedert sich verwaltungsmäßig in vier Distrikte:
1. ad-Duwaym
2. al-Qutaynah
3. Kusti
4. al-Dschabalian

## Geschichte
Von 1919 bis 1976 gehörte das Gebiet des heutigen Bundesstaates an-Nil al-abyad zur Provinz an-Nil al-azraq, die neben dem heutigen Bundesstaat an-Nil al-azraq auch die Gebiete der heutigen Bundesstaaten al-Dschazira und Sannar umfasste. 1976 wurde die Provinz an-Nil al-azraq in drei Provinzen aufgespalten und dabei entstand die Provinz an-Nil al-abyad auf dem Gebiet des heutigen Bundesstaates. Von 1991 bis 1994 gehörte das Gebiet von an-Nil al-abyad wieder zum neu geschaffenen Bundesstaat al-Wusta, der in den Grenzen der Provinz an-Nil al-azraq von 1919 bis 1974 glich. Am 14. Februar 1994 wurde erneut an-Nil al-abyad abgespalten, diesmal aber als Bundesstaat.